# أمبيانس
أمبيانس هو فيلم فلسطيني قصير للمخرج وسام الجعفري، تم إنتاجه في فلسطين وعُرض في 21 مايو 2019 في فرنسا. تبلغ مدة الفيلم 15 دقيقة وتم تصويره في مخيم الدهيشة بمدينة بيت لحم. حقق الفيلم العديد من التكريمات في المهرجانات السينمائية الدولية، مما جعله يحتل المراتب الأولى ويبرز موهبة المخرج الشاب البالغ من العمر 27 عاماً من مخيم الدهيشة.

## قصة الفيلم
يحاول اثنان من الشباب داخل أحد مخيمات الفلسطينيين تسجيل مقطع موسيقي لإحدى المسابقات، حيث يواجهان صعوبات نتيجة الأصوات المرتفعة التي تتسلل إليهما من كل جانب. في البداية، لا تسير الأمور حسب المتوقع بسبب الضوضاء والازدحام داخل المخيم. ولكن بدلاً من الاستسلام يقرران تسجيل أصوات المخيم وتحويلها إلى موسيقى، مما يعطي للفيلم بعداً فنياً مميزاً.

## الجوائز
- المركز الثالث لفئة الأفلام القصيرة من "سيني فنديسيون" في مهرجان كان السينمائي الدولي في دورته الـ 72.[5]
- جائزة يوسف شاهين في مهرجان القاهرة السينمائي الدولي.
- جوائز في مهرجان قطر الدولي ومهرجان الأرض في روما.
- مهرجان القدس السينمائي حيث حصد جائزة الغصن الذهبي.
- مهرجان كرامة لحقوق الإنسان في الأردن.